# Jolijn de Haan
Jolijn de Haan (Dongen, 3 oktober 2002) is een Nederlands volleybalspeelster. De Haan kwam in Nederland uit voor Sliedrecht Sport en Talentteam Papendal. In het buitenland speelde ze voor de Duitse club Ladies in Black Aachen. Sinds 2024 is De Haan teruggekeerd bij Sliedrecht Sport.

## Carrière
De Haan begon met volleyballen bij de plaatselijke volleybalclub Revanche '68. Door een faillissement maakt ze de overstap naar VOKO Oosterhout. Na een halfjaartje bij VV Voltena, waar ze als dertienjarige al deel uitmaakte van de hoofdmacht, ontvangt De Haan een uitnodiging van Sliedrecht Sport, waar haar professionele volleybalcarrière begon. In eerste instantie maakte De Haan deel uit van het tweede elftal, maar al snel volgt haar debuut in een wedstrijd tegen Peelpush. Na een korte uitstap bij het Talentteam Papendal in het seizoen 2020/21 keerde ze terug bij de club uit Sliedrecht.  Met Nederland -20 trad De Haan aan op het WK onder 20 jaar, waar ze de vierde plaats wist te behalen. In 2023 maakte De Haan haar debuut in de Nederlandse volleybalploeg in de Nations League. In hetzelfde jaar maakte De Haan een transfer naar Ladies in Black Aachen. Met deze club wist ze de kwartfinales van de Duitse beker te behalen, waar MTV Stuttgart te sterk was. In de Bundesliga eindigde Ladies in Black onderaan, waardoor De Haan met haar club de play-off misliep. In 2024 keerde De Haan terug bij Sliedrecht Sport nadat ze in Duitsland het plezier in volleyballen had verloren.